# Moosach (Bawaria)
Moosach – miejscowość i gmina w Niemczech, w kraju związkowym Bawaria, w rejencji Górna Bawaria, w regionie Monachium, w powiecie Ebersberg, wchodzi w skład wspólnoty administracyjnej Glonn. Leży około 9 km na południowy zachód od Ebersberga.

## Demografia
Dane o ludności z 31 grudnia 2008:
| Opis                                | Ogółem | Ogółem | Kobiety | Kobiety | Mężczyźni | Mężczyźni |
| ----------------------------------- | ------ | ------ | ------- | ------- | --------- | --------- |
| Jednostka                           | osób   | %      | osób    | %       | osób      | %         |
| Populacja                           | 1412   | 100    | 719     | 50,92   | 693       | 49,08     |
| Wiek przedprodukcyjny (0–17 lat)    | 295    | 20,89  | 143     | 10,13   | 152       | 10,76     |
| Wiek produkcyjny (18–65 lat)        | 889    | 62,96  | 444     | 31,44   | 445       | 31,52     |
| Wiek poprodukcyjny (powyżej 65 lat) | 228    | 16,15  | 132     | 9,35    | 96        | 6,8       |

## Polityka
Wójtem gminy jest Eugen Gillhuber z CSU, 
poprzednio urząd ten obejmował Siegfried Eisenschmid (CSU), rada gminy składa się z 12 osób.
|      | CSU | UWG | AMB | FfM | Razem |
| 2008 | 6   | 2   | 2   | 2   | 12    |
| 2002 | 6   | 3   | 2   | 1   | 12    |